# معتمدية زرمدين
معتمدية زرمدين إحدى معتمديات الجمهورية التونسية، تابعة لولاية المنستير.